# Pycnotheca mirabilis
Pycnotheca mirabilis is een hydroïdpoliep uit de familie Kirchenpaueriidae. De poliep komt uit het geslacht Pycnotheca. Pycnotheca mirabilis werd in 1883 voor het eerst wetenschappelijk beschreven door Allman. 